# National Debt Clock

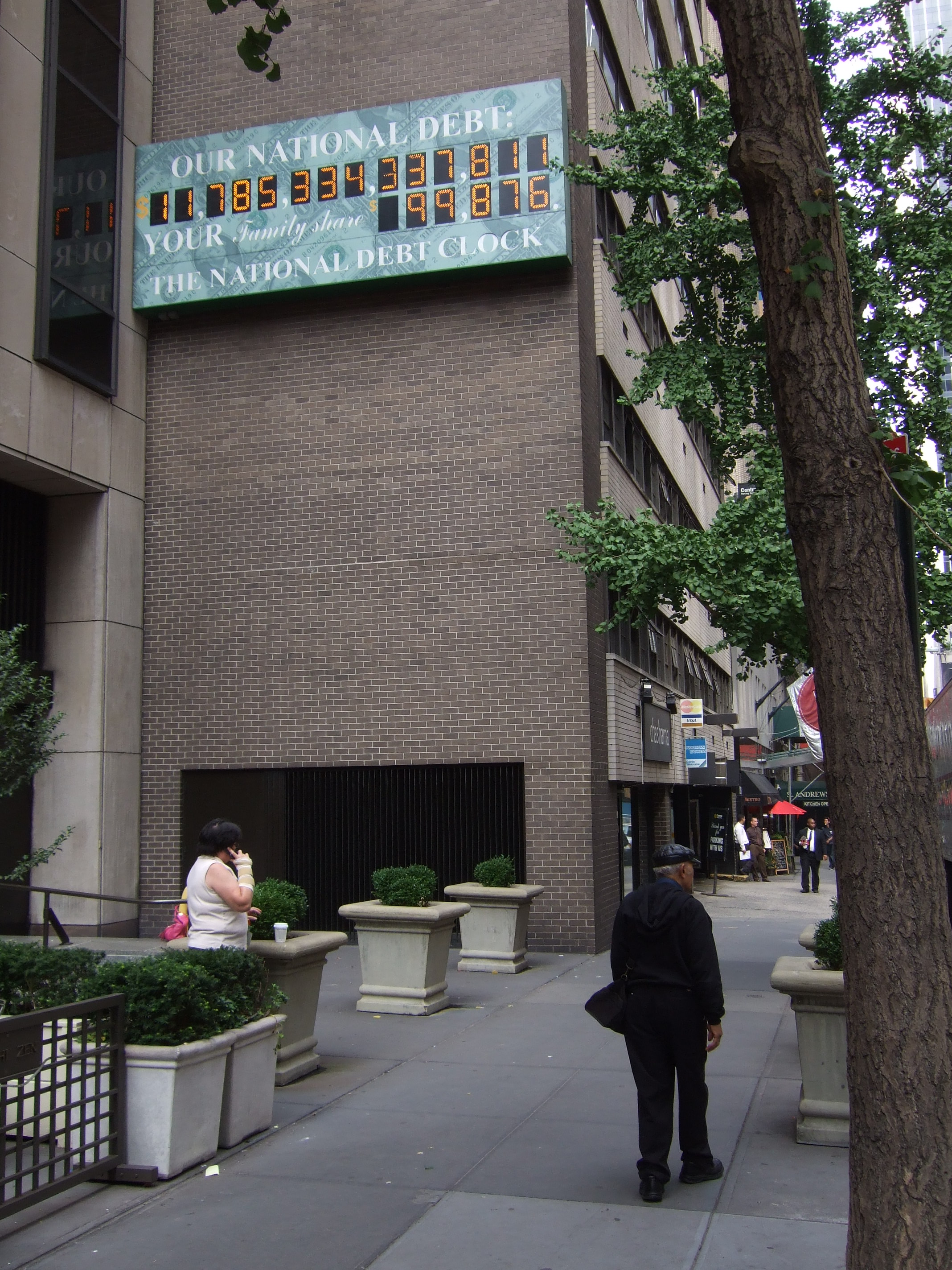
O National Debt Clock em 15 de setembro de 2009, onde se lê aproximadamente trilhões de dólares de dívida nacional

O National Debt Clock (lit. "relógio da dívida nacional") é um medidor eletrônico dos níveis correntes da dívida governamental dos Estados Unidos e o valor médio da dívida por família. Está instalado na Sexta Avenida, em Manhattan, Nova Iorque.